# Letiště Hirošima
Letiště Hirošima (japonsky 広島空港 – Hirošima kúkó, IATA: HIJ, ICAO: RJOA) je mezinárodní letiště u města Mihara v prefektuře Hirošima v Japonsku. Leží ve vzdálenosti přibližně padesáti kilometrů východně od hlavního města prefektury, Hirošimy. Bylo uvedeno do provozu 1993 jako náhrada staršího letiště při té příležitosti přejmenovaného na Hirošima Niši.
Jedná se se o nejrušnější letiště celé oblasti Čúgoku, přičemž naprostá většina provozu jsou vnitrostátní lety směřující na letiště Haneda u Tokia.